# Miszellen
Miszellen (von lat. miscella ‚Gemischtes‘) ist die Bezeichnung für eine Rubrik vorwiegend in Zeitschriften, unter der Kurztexte beliebigen Inhalts veröffentlicht werden. Laut Duden und Wahrig ist dieses Wort ein Pluraletantum. Im heutigen Sprachgebrauch wird dem entgegen auch zunehmend der Singular als Bezeichnung für die Texte selber verwendet. „Miszelle“ bezeichnet dann einen kurzen Beitrag in einer Zeitschrift, der nicht den Umfang eines Aufsatzes erreicht und beispielsweise aktuelle Informationen über ein Forschungsprojekt oder eine einzelne Archivale enthält.